# Gymnopleurus flagellatus
Gymnopleurus flagellatus es una especie de coleóptero de la familia Scarabaeidae.

## Distribución geográfica
Habita en el paleártico: la Europa mediterránea, Asia (desde Oriente Próximo hasta Afganistán) y África del Norte; también en Cachemira.
Calificada como casi amenazada en el Libro Rojo de los Invertebrados de Andalucía.